# Paul Watson (baloncestista)
Paul Watson Jr. (Phoenix, Arizona, 30 de diciembre de 1994) es un baloncestista estadounidense que pertenece a la plantilla de los Valley Suns de la G League. Con 1,98 metros de estatura, juega en la posición de escolta.

## Trayectoria deportiva

### Universidad
Jugó cuatro temporadas en los Bulldogs de la Universidad Estatal de California, Fresno, en las que promedió 10,1 puntos y 4,4 rebotes por partido. En su primera temporada fue elegido tanto por los entrenadores como por la prensa especializada como mejor freshman del año de la Mountain West Conference.

### Profesional
Tras no ser elegido en el Draft de la NBA de 2017, fue invitado por los Toronto Raptors a disputar las Ligas de Verano de la NBA, en las que jugó en cinco partidos, promediando 4,0 puntos y 2,0 rebotes.
Watson firmó con los BG Göttingen de la liga alemana Basketball Bundesliga en agosto de 2017. Sin embargo, fue cortado tras disputar un único partido.
En el mes de octubre de 2017 fue elegido en la quinta posición del Draft de la NBA Development League por los Westchester Knicks, equipo con el que acabó firmando contrato.
Tras dos años, de cara a la temporada 2019–20, los Raptors 905 adquirieron sus derechos de Westchester.
El 6 de enero de 2020, firman un contrato de 10 días con los Atlanta Hawks. Debuta el 9 de enero ante Houston Rockets, pero tras dos encuentros con los Hawks, el 15 de enero, es cortado.
El 15 de enero de 2020, Watson firma un contrato de dos vías con Toronto Raptors para poder jugar también con los Raptors 905 de la G League.
Tras disputar varios encuentros en la 'burbuja de Orlando', el 19 de diciembre de 2020, finalmente consigue un contrato multianual con los Raptors.
El 12 de septiembre de 2021, firma un contrato dual con Oklahoma City Thunder y su filial los Oklahoma City Blue. Fue despedido el 24 de febrero de 2022.
Tras una temporada sin equipo, el 10 de octubre de 2023, firma con San Antonio Spurs, pero es cortado dos días después, firmando el 31 de octubre con los Austin Spurs.
El 16 de octubre de 2024 firmó con los Phoenix Suns, pero fue despedido al día siguiente. El 27 de octubre, se unió a los Valley Suns de la G-League.

## Estadísticas de su carrera en la NBA

### Temporada regular
| Año     | Equipo        | PJ | PT | MPP  | %TC  | %3P  | %TL  | RPP | APP | ROB | TPP | PPP |
| ------- | ------------- | -- | -- | ---- | ---- | ---- | ---- | --- | --- | --- | --- | --- |
| 2019-20 | Atlanta       | 2  | 0  | 8.5  | .000 | .000 | -    | 1.0 | 1.5 | .5  | .0  | .0  |
| 2019-20 | Toronto       | 8  | 0  | 8.8  | .526 | .444 | .778 | 1.9 | .6  | .4  | .1  | 3.9 |
| 2020-21 | Toronto       | 27 | 2  | 11.0 | .463 | .469 | .625 | 1.7 | .6  | .2  | .1  | 4.1 |
| 2021-22 | Oklahoma City | 9  | 3  | 17.3 | .343 | .231 | .500 | 3.0 | .9  | .3  | .3  | 3.4 |
| Total   | Total         | 46 | 5  | 11.7 | .420 | .392 | .684 | 1.9 | .7  | .3  | .2  | 3.8 |